# Oncle Jo
Albums de Sheila
La vamp - Long sera l'hiver
(1968) Reviens je t'aime
(1970)
Oncle Jo est un album studio (et une chanson) de Sheila sorti en 1969.
La dédicace suivante est mentionnée au verso de la pochette de l'album : "J'ai une petite pensée pour toi. Sheila".
La photo de la pochette est de Jean-Jacques Damour.
À noter qu'avant d’être réunies dans un album, les nouvelles chansons sortaient d’abord en 45 tours.

## Liste des titres
1. Oncle Jo
2. La colline de Santa Maria
3. Arlequin
4. Du côté d'où viendra le jour
5. Une petite pensée pour toi
6. Sheila la la
7. Il est tellement jaloux
8. Love, maestro, please
9. Bonjour monsieur le directeur
10. La ville
11. Quelqu'un et quelque chose
12. Fernando

## Production
- Édition Album original :
  - 33 tours / LP Stéréo  Carrère distribution Philips 849.496 sorti en 1969
  - Cassette audio  Carrère distribution Philips 7102.002 sortie en 1969

- Réédition de l'album :
  - CD  Warner Music 51865924753: date de sortie : 24 mai 2010.
  - 33 tours / LP Stéréo  Warner Music 51865924708: date de sortie : 24 mai 2010.

## Les extraits de l'album
- Arlequin / La ville / Sheila la la / Quelqu'un et quelque chose.
- Love maestro please / Bonjour monsieur le directeur / La colline de Santa Maria / Fernando.
- Oncle Jo / Du côté d'où viendra le jour / Il est tellement jaloux /  Une petite pensée pour toi.

## Reprises des chansons issues de l'album
Love maestro please
- 1969 - Nicole Croisille
- 1969 - Michael Holm (Allemagne)

La colline de Santa Maria
- 1969 - Jungle (Allemagne)
- 1969 - Jean-Marc Kritter (Allemagne)

Oncle Jo
- 1969 - Raymond Boisserie
- 1969 - Albert Band (Allemagne)

Il est tellement jaloux
- 1969 - Philippe Lavil (Du bambou, calque musical)